# Крым-Сарайское сельское поселение
Крым-Сарайское се́льское поселе́ние — муниципальное образование в Бавлинском районе Татарстана Российской Федерации.
Административный центр — село Крым-Сарай.

## История
Статус и границы сельского поселения установлены Законом Республики Татарстан от 31 января 2005 года № 16-ЗРТ «Об установлении границ территорий и статусе муниципального образования "Бавлинский муниципальный район" и муниципальных образований в его составе».

## Население
| 2010 | 2011 | 2012 | 2013 | 2014 | 2015 | 2016 |
| ---- | ---- | ---- | ---- | ---- | ---- | ---- |
| 898  | ↘895 | ↗905 | ↘891 | ↘875 | ↘855 | ↘841 |
| 2017 | 2018 |      |      |      |      |      |
| ↘827 | ↘798 |      |      |      |      |      |

## Состав сельского поселения
| № | Населённый пункт | Тип населённого пункта       | Население |
| - | ---------------- | ---------------------------- | --------- |
| 1 | Крым-Сарай       | село, административный центр |           |
| 2 | Муртаза          | деревня                      |           |